# Augustus Keppel
Augustus Keppel, 1. vikomt Keppel (Augustus Keppel, 1st Viscount Keppel of Elveden) (25. dubna 1725, Reading, Anglie – 2. října 1786, Londýn, Anglie) byl britský admirál a politik ze šlechtického rodu Keppelů. Jako námořní velitel vynikl za sedmileté války dočasným ovládnutím Kuby. Později se jako poslanec Dolní sněmovny aktivně věnoval politice na straně whigů a dvakrát byl ministrem námořnictva (1782-1783, 1783). Od roku 1782 s titulem vikomta zasedal ve Sněmovně lordů.

## Kariéra v námořnictvu
Byl druhorozeným synem generála 2. hraběte z Albemarle, po matce Anne Lennox (1703-1789) byl spřízněn s rodem vévodů z Richmondu, což mu pomohlo v politické kariéře v Dolní sněmovně. Strávil několik let ve Westminsterské škole, jako desetiletý vstoupil do válečného námořnictva. Sloužil na řadové lodi Oxford, hlídkující po dva roky u guinejského pobřeží. Po této atlantické zkušenosti strávil několik let ve Středomoří a v roce 1740 absolvoval s admirálem Ansonem cestu kolem světa. V roce 1744 dosáhl hodnosti kapitána a zúčastnil se války o rakouské dědictví, po jejím skončení bojoval proti alžírským pirátům. V roce 1754 v hodnosti komodora dočasně velel všem lodím u břehů severní Ameriky. Vynikl za sedmileté války a v roce 1762 dosáhl hodnosti kontradmirála, v témže roce v součinnosti se svými bratry dobyl Havanu a vyhlásil zde britský protektorát.

## Politická dráha
V letech 1755-1782 byl poslancem Dolní sněmovny, kam se dostal s podporou svého bratrance vévody z Richmondu. V době svého prvního zvolení však pobýval u břehů severní Ameriky a parlamentní politiky se aktivně zúčastnil až od roku 1757. V letech 1761, 1768 a 1774 byl zvolen do parlamentu za prestižní volební obvod Windsor. V politice patřil k whigům a po sedmileté válce zastával krátce post prvního námořního lorda (1766). Mimo aktivní službu byl povýšen na viceadmirála (1771) a admirála (1778). Během války za americkou nezávislost byl naposledy pověřen velením, jeho vlajkovou lodí byla tehdy řadová loď HMS Victory. Po neúspěchu výpravy proti Francii (bitva u Ouessantu, 1778) byl postaven před válečný soud. Soud jej osvobodil a Keppel pak z pozice člena Dolní sněmovny kritizoval vládní námořní politiku. Po pádu Northovy vlády se stal ministrem námořnictva (1782-1783), od roku 1782 byl zároveň členem Tajné rady a získal titul vikomta s členstvím ve Sněmovně lordů. V této době opustil své whigistické politické zásady a po uzavření pařížského míru rezignoval na funkci prvního lorda admirality. V očích whigů se zdiskreditoval, když v koaličním Fox-Northově kabinetu znovu přijal funkci prvního lorda admirality (1783). Těsně před pádem vlády odvolal z funkce vrchního velitele admirála Rodneye ještě předtím, než do Londýna dorazila zpráva o Rodneyově vítězství nad Francií.
Po odchodu z vlády žil v soukromí a zemřel o necelé tři roky později. Od roku 1768 byl majitelem zámku Elveden Hall (Suffolk), od jehož názvu byl odvozen titul vikomta. Zámek prodali Keppelové v roce 1813.
Kapitán James Cook na jeho počest pojmenoval ostrov Great Keppel Island u břehů Austrálie.